# Abdul Ahad Karzai
Abdul Ahad Karzai (1922 - 14 de julho de 1999) foi um político afegão, que serviu como vice-presidente da Assembleia Nacional do Afeganistão sob o rei Zair Xá em 1960 Ele era o filho de Khair Mohammad Khan e pai do ex-presidente do Afeganistão, Hamid Karzai. Como chefe da tribo pastó Popalzai, Abdul Ahad Karzai se mudou com sua família de Candaar para Cabul com sua eleição para o Parlamento. Criticou o governo comunista do Afeganistão e foi preso por três anos, num ponto que as propriedades de sua família foram confiscadas.
Em 14 de julho de 1999, quando o governo Talibã estava no poder, Abdul Ahad Karzai foi assassinado por dois homens armados do Talibã em motocicletas do lado de fora de uma mesquita em Quetta, no Paquistão. Ele tinha 77 anos quando ele morreu e seu filho Hamid Karzai assumiu a liderança e as responsabilidades da tribo Popalzai. A família Karzai estava vivendo como refugiados afegãos no vizinho Paquistão, de onde Hamid Karzai organizou os assuntos da tribo.